# Pontebba
Pontebba (en frioulan : Pontêbe, en allemand : Pontafel, en slovène : Tablja) est une commune d'environ 1400 habitants, de la province d'Udine, dans la région autonome du Frioul-Vénétie Julienne en Italie.

## Géographie
Cette place est nommée d'après le pont sur le torrent Pontebbana situé près de l'embouchure dans le Fella, un affluent du Tagliamento. L'endroit forme l'extrémité occidentale de la val Canale qui s'étend jusqu'à la Commune de Tarvisio à l'est. Vers le sud, le Fella passe par le Canal de Ferro séparant les Alpes carniques des Alpes juliennes.

### Hameaux
Aupa, Frattis, Pietratagliata, San Leopoldo, Studena Alta, Studena Bassa.

### Communes limitrophes
Dogna, Malborghetto Valbruna, Moggio Udinese, Hermagor-Pressegger See (Autriche).

## Administration
| Période                                  | Période  | Identité             | Étiquette | Qualité |
| ---------------------------------------- | -------- | -------------------- | --------- | ------- |
| 14 juin 2004                             | 2009     | Bernardino Silvestri |           |         |
| 8 juin 2009                              | En cours | Isabella De Monte    |           |         |
| Les données manquantes sont à compléter. |          |                      |           |         |

## Lieux et monuments

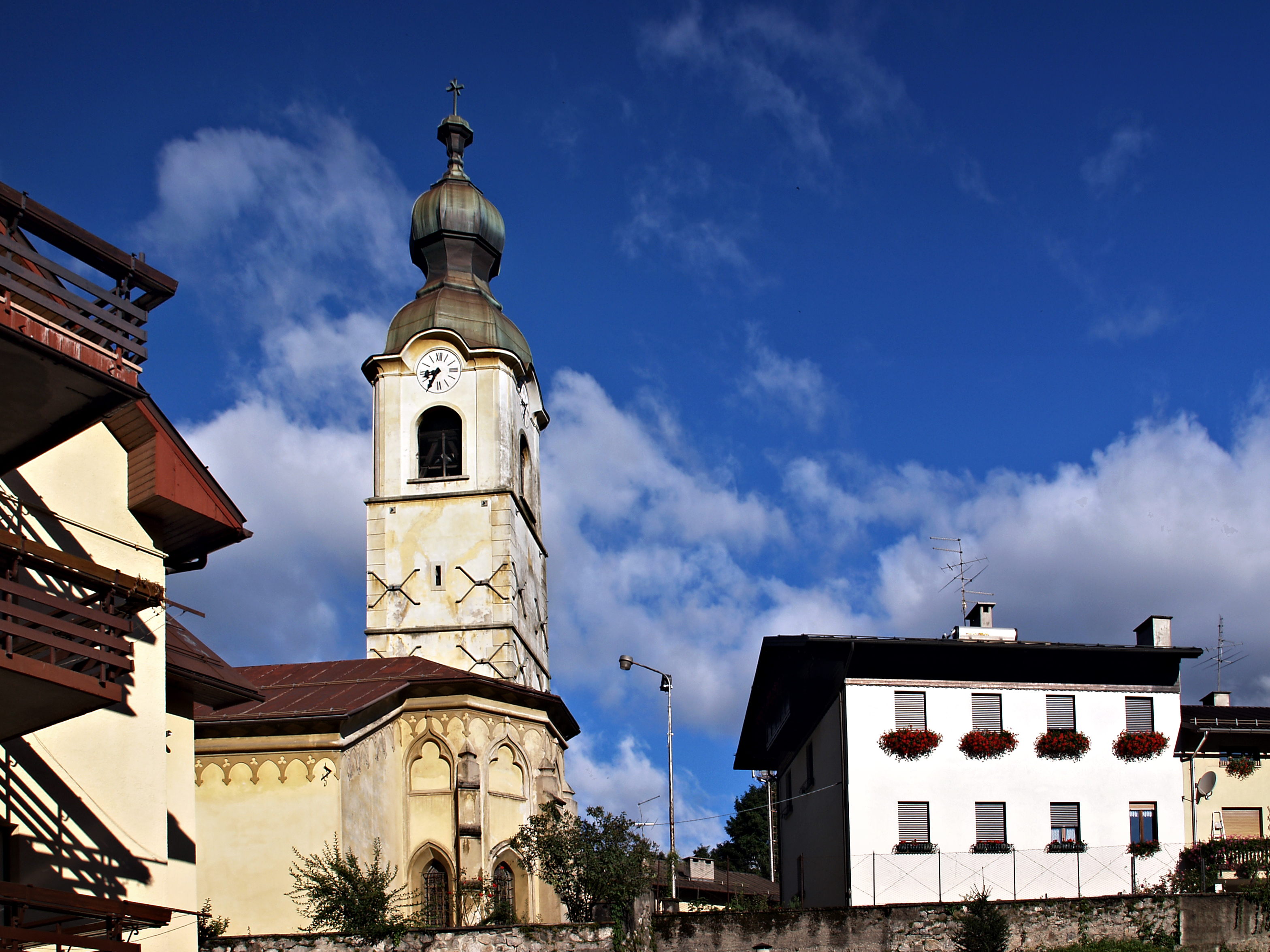
L'église San Giovanni Battista.

- Église paroissiale Santa Maria Maggiore ;
- Église San Giovanni Battista, au cœur du village.

## Histoire
Pendant de longs siècles, le torrent Pontebbana formait la limite entre le duché de Carinthie au nord et la région de Frioul au sud qui d'abord faisait partie du patriarcat d'Aquilée (Patrie dal Friûl), à partir d'environ 1420 du territoire de la république de Venise. La rive carinthienne a été longtemps dominée par les princes-évêques de Bamberg.
Après la Première Guerre mondiale et la signature du traité de Saint-Germain-en-Laye en 1919, la val Canale à l'est fut rattachée à l'Italie et les villages sur les deux rives ont été unis en une seule commune.